# Ostřetice
Ostřetice (en allemand : Ostretitz, précédemment : Wostřetitz) est une commune du district de Klatovy, dans la région de Plzeň, en République tchèque. Sa population s'élevait à 70 habitants en 2021.

## Géographie
Le village d'Ostřetice se trouve à 5 km au nord-est du centre de Klatovy, à 36 km au sud de Plzeň et à 107 km au sud-ouest de Prague.
La commune est limitée par Předslav au nord-est, par Bolešiny au sud-est et au sud, et par Klatovy à l'ouest.

## Histoire
La première mention écrite de la localité date de 1379.

## Galerie

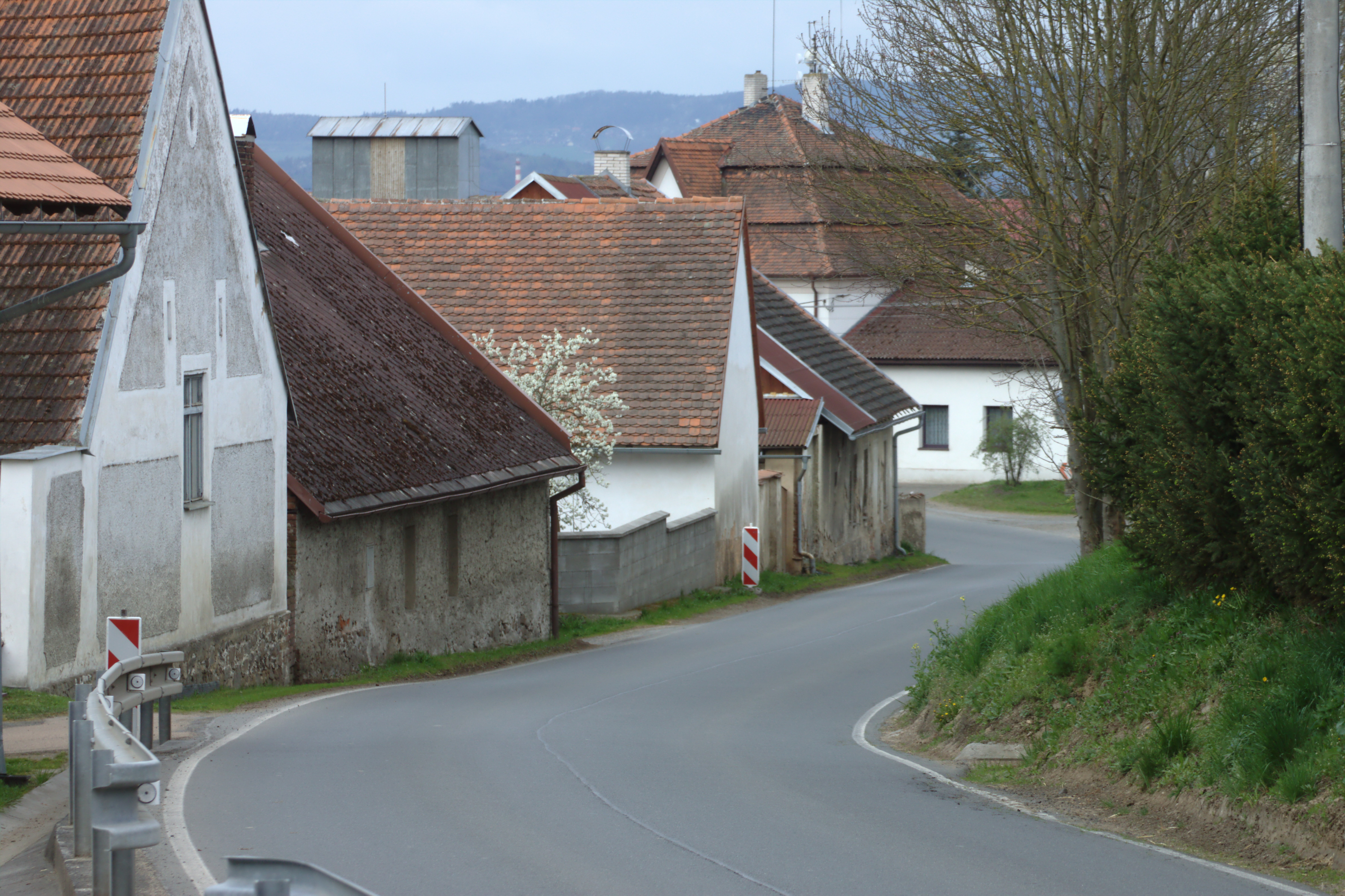
Ostřetice : rue principale.
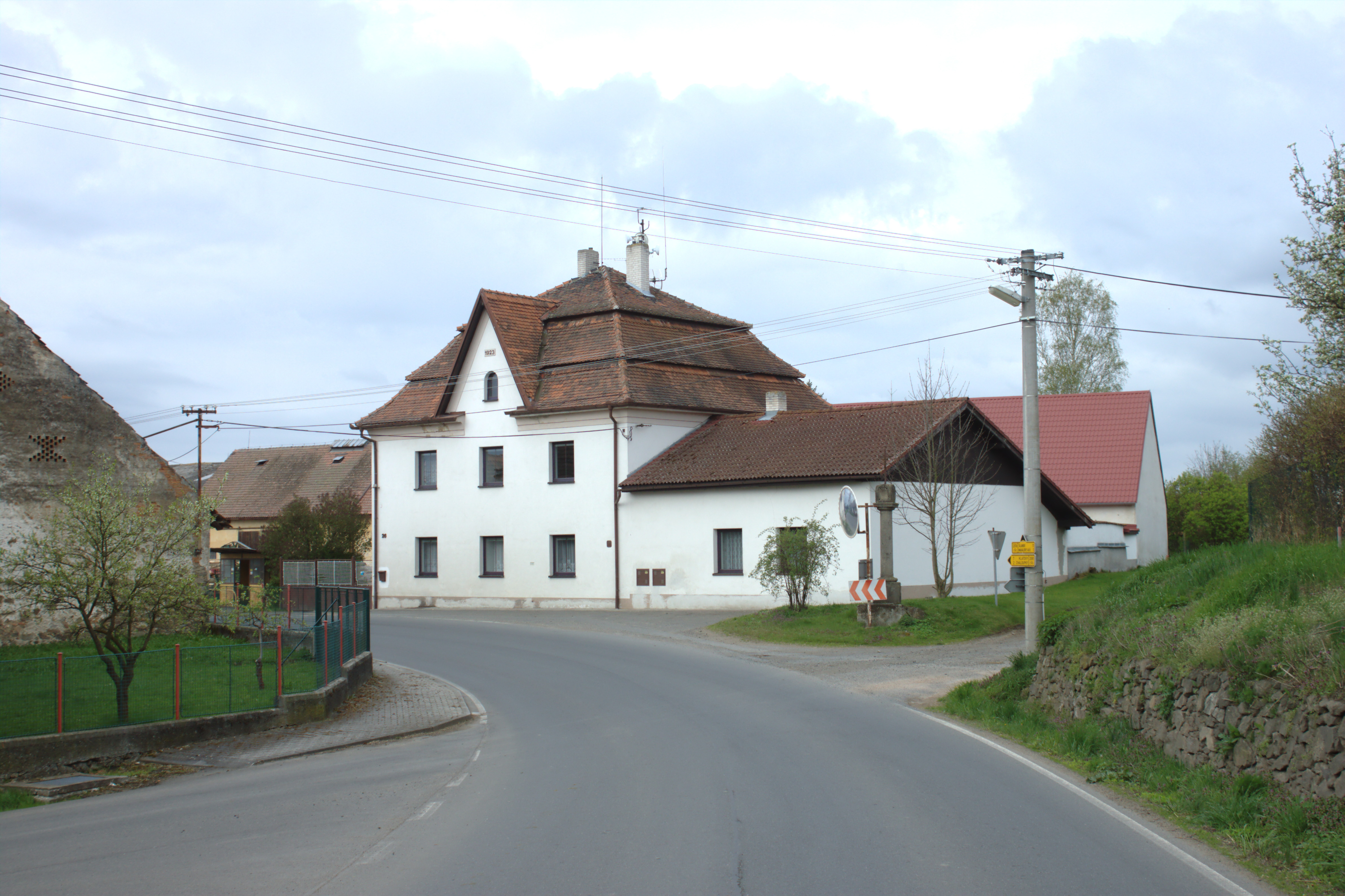
Maison à Ostřetice.

## Transports
Par la route, Ostřetice se trouve à 6 km de Klatovy, à 45 km de Plzeň et à 129 km de Prague.